# Ema Shah
 (novembre 2015).
Si vous disposez d'ouvrages ou d'articles de référence ou si vous connaissez des sites web de qualité traitant du thème abordé ici, merci de compléter l'article en donnant les références utiles à sa vérifiabilité et en les liant à la section « Notes et références ».
Pour les articles homonymes, voir Shah (homonymie).
Ema Shah (née le 7 juin 1981) est une chanteuse, pianiste, guitariste, écrivaine, actrice koweïto-iranienne.

## Biographie
Son père est Koweïtien et sa mère est Iranienne.